# Liste der Biografien/Koo
Liste der Biografien |
Portal Biografien |
Personensuche
# |
A |
B |
C |
D |
E |
F |
G |
H |
I |
J |
K |
L |
M |
N |
O |
P |
Q |
R |
S |
T |
U |
V |
W |
X |
Y |
Z |
?
 
Ka |
Kb |
Kc |
Kd |
Ke |
Kf |
Kg |
Kh |
Ki |
Kj |
Kl |
Km |
Kn |
Ko |
Kp |
Kr |
Ks |
Kt |
Ku |
Kv |
Kw |
Ky |
Kx |
Kz
 
Koa |
Kob |
Koc |
Kod |
Koe |
Kof |
Kog |
Koh |
Koi |
Koj |
Kok |
Kol |
Kom |
Kon |
Koo |
Kop |
Kor |
Kos |
Kot |
Kou |
Kov |
Kow |
Kox |
Koy |
Koz
Die Liste der Biografien führt alle Personen auf, die in der deutschsprachigen Wikipedia einen Artikel haben. Dieses ist eine Teilliste mit 186 Einträgen von Personen, deren Namen mit den Buchstaben „Koo“ beginnt.

## Koo
- Koo Kien Keat (* 1985), malaysischer Badmintonspieler
- Koo, Bon-moo (1945–2018), südkoreanischer Manager
- Koo, Hye-sun (* 1984), südkoreanische Schauspielerin, Regisseurin und Drehbuchautorin
- Koo, Ja-cheol (* 1989), südkoreanischer FußballspielerKoo Ja-cheol (* 1989)

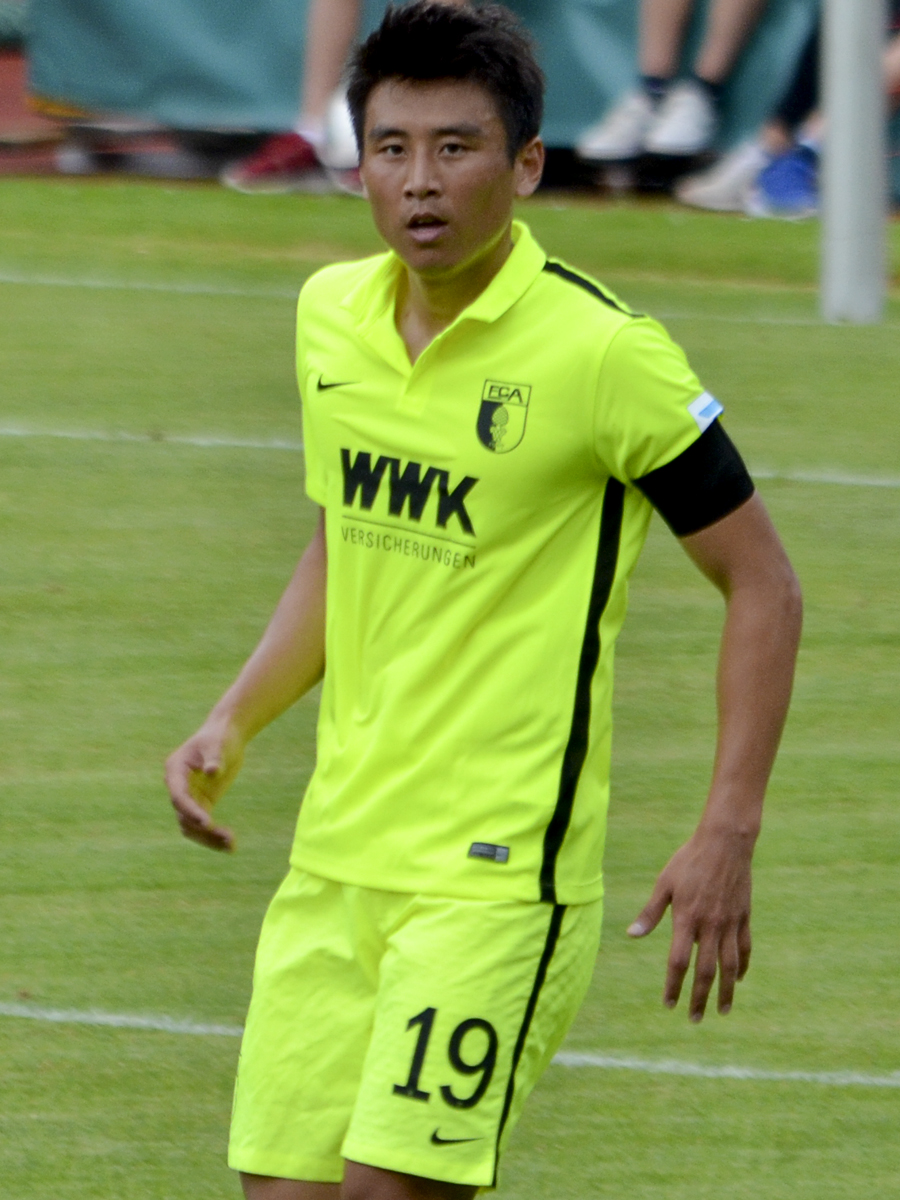
Koo Ja-cheol (* 1989)

- Koo, Job Yobi (* 1951), koreanischer römisch-katholischer Geistlicher, Weihbischof in Seoul
- Koo, Juliana (1905–2017), chinesisch-US-amerikanische Diplomatin
- Koo, Kaija (* 1962), finnische Sängerin
- Koo, Ki-lan (* 1977), südkoreanische Volleyballspielerin
- Koo, Kyo-hwan (* 1982), südkoreanischer Schauspieler
- Koo, Linda (* 1954), chinesische Krebsepidemiologin und ehemalige Lektorin an der Universität Hongkong
- Koo, Louis (* 1970), chinesischer Schauspieler, Sänger und Filmproduzent
- Koo, Richard (* 1954), taiwanischer Ökonom
- Koo, Wellington (1887–1985), chinesischer Diplomat
- Koo, Younghoe (* 1994), südkoreanischer American-Football-Spieler

### Koob
- Koob, Ludwig (1909–1993), deutscher Gebrauchsgrafiker und Werbegrafiker, Karikaturist und Illustrator
- Koob, Manfred (1949–2011), deutscher Architekt und Hochschullehrer
- Koob, Markus (* 1977), deutscher Politiker (CDU), MdB
- Koob, Nicolas (1930–2016), luxemburgischer Rennfahrer
- Koob, Olaf (1943–2024), deutscher Facharzt für Allgemeinmedizin und Buchautor
- Koobs, Peter (* 1968), deutscher Gitarrist, Produzent und Songwriter

### Kooc
- Koocher, Gerald (* 1947), US-amerikanischer Psychologe

### Koof
- Koof, Norbert (* 1955), deutscher Springreiter

### Koog
- Koogh, Adrianus van der (1796–1831), niederländischer Maler und Lithograf

### Kooh
- Koohi, Gholam Hossein (* 1951), iranischer Radrennfahrer

### Kooi
- Kooij, Cora van der (1946–2018), niederländische Krankenschwester, Historikerin und Pflegewissenschaftlerin
- Kooij, Joey (* 1991), niederländischer Fußballschiedsrichter
- Kooij, Lars (* 2000), niederländischer Handballspieler
- Kooij, Olav (* 2001), niederländischer RadrennfahrerOlav Kooij (* 2001)

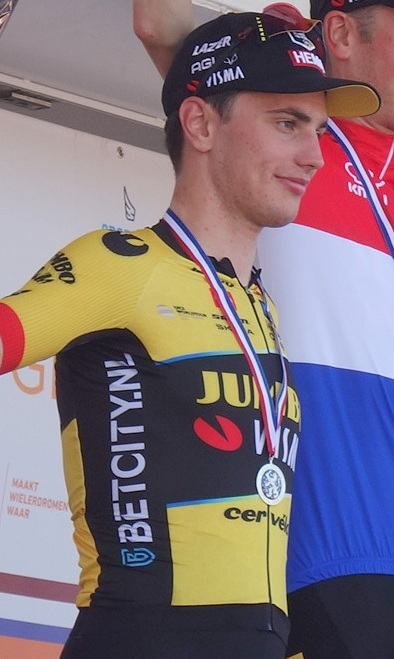
Olav Kooij (* 2001)

- Kooij, Peter (* 1954), niederländischer Bariton
- Kooij, Rachel van (* 1968), österreichische Kinder- und Jugendbuchautorin
- Kooijman, Eveline (* 1980), niederländische in Deutschland lebende Fotografin
- Kooijman, Femke (* 1978), niederländische Hockeyspielerin
- Kooijman, Hendrik Jan (* 1960), niederländischer Hockeyspieler
- Kooijman, Pieter Adrianus (1891–1975), niederländischer Autor und Anarchist
- Kooijmans, Pieter (1933–2013), niederländischer Jurist und Politiker (ARP, CDA)
- Kooiman, Dirk Ayelt (1946–2018), niederländischer Schriftsteller
- Kooiman, Erik Jan (* 1986), niederländischer Eisschnellläufer
- Kooiman, Ewald (1938–2009), niederländischer Konzertorganist, Hochschullehrer
- Kooiman, Nine (* 1980), niederländische Politikerin
- Kooistra, Sjoerd (1951–2010), niederländischer Gastronom
- Kooitjie, Seth († 2019), namibischer traditioneller Führer

### Kook
- Kook, Abraham Isaak (1865–1935), jüdischer Mystiker, Großrabbiner
- Kook, Almuth (* 1969), deutsche Moderatorin, Schriftstellerin, Moderationstrainerin
- Kook, Hillel (1915–2001), israelischer Zionist und PolitikerHillel Kook (1915–2001)

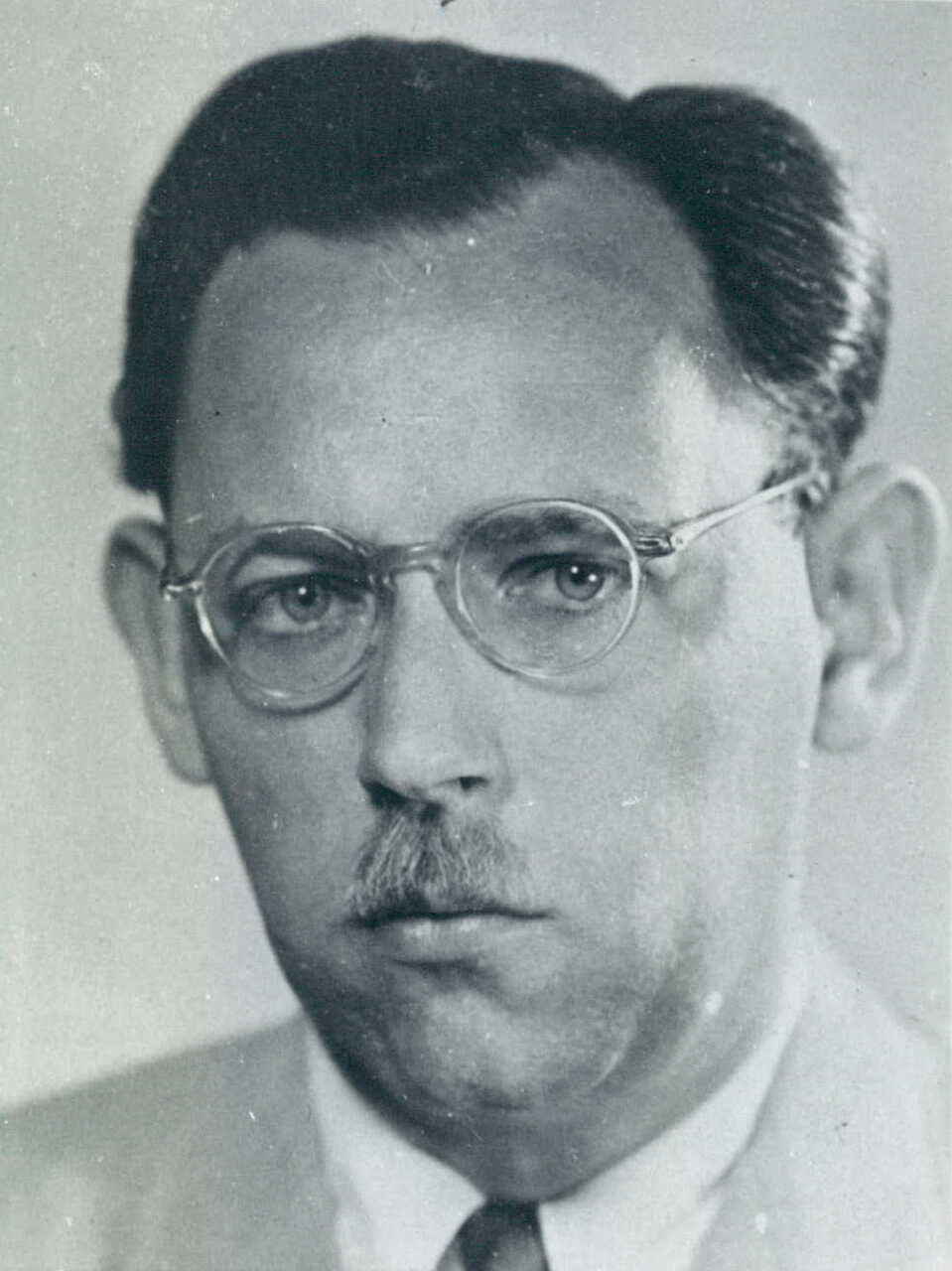
Hillel Kook (1915–2001)

- Kook, Shannon (* 1987), südafrikanischer Schauspieler
- Kook, Zwi Jehuda (1891–1982), israelischer Rabbiner

### Kool
- Kool DJ Herc (* 1955), US-amerikanisch-jamaikanischer Musiker und Musikproduzent
- Kool DJ Red Alert (* 1956), US-amerikanischer Disc Jockey und Hip-Hop-Produzent
- Kool G Rap (* 1968), amerikanischer Hardcore-Rapper
- Kool Keith (* 1963), US-amerikanischer MC und Musikproduzent
- Kool Moe Dee (* 1962), US-amerikanischer Rapper
- Kool Rock Steady († 1996), amerikanischer Rapper
- Kool Savas (* 1975), deutscher RapperKool Savas (* 1975)

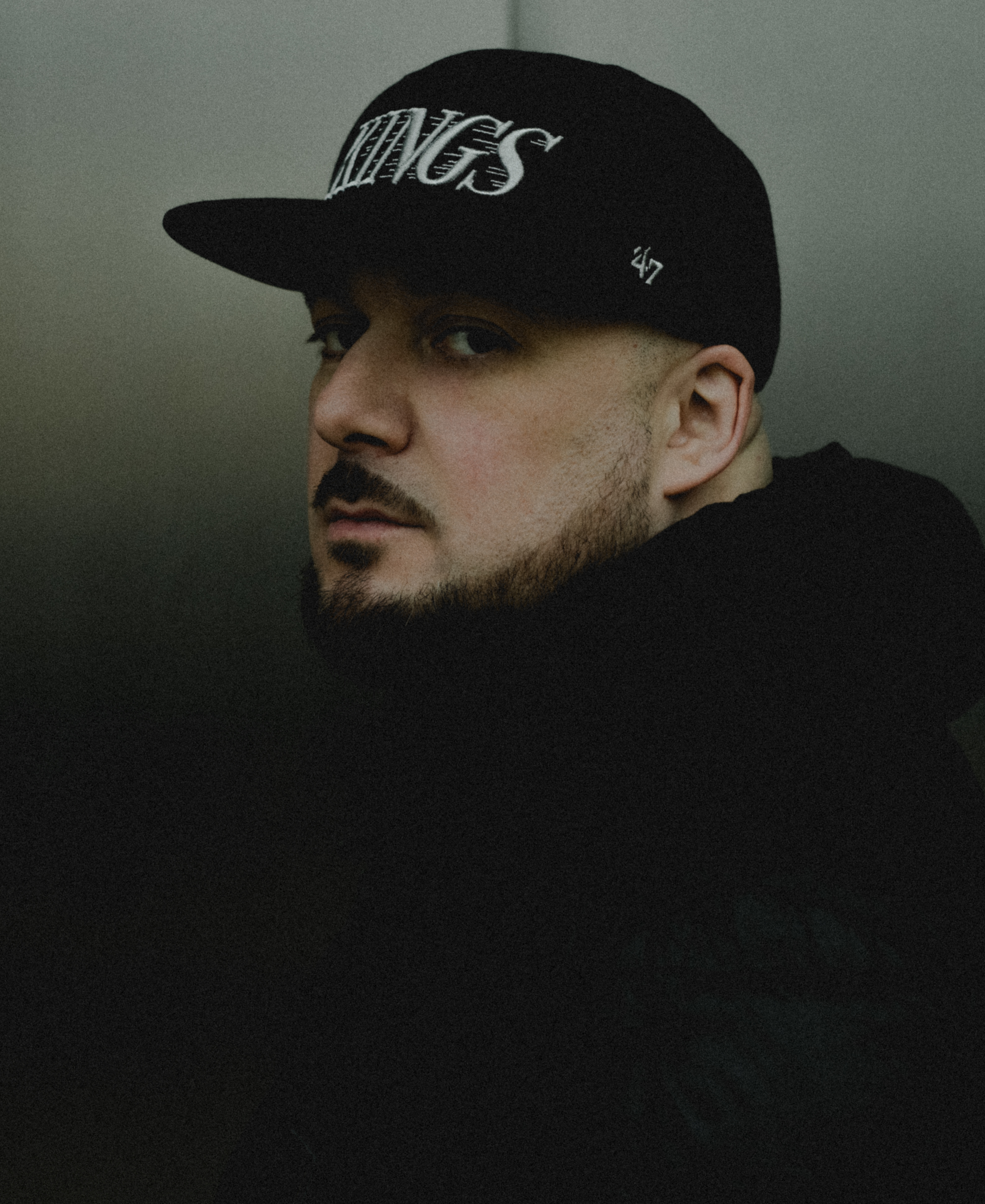
Kool Savas (* 1975)

- Kool, Arthur (1841–1914), niederländischer Politiker und Generalleutnant, Kriegsminister, Mitglied der Zweiten Kammer der Generalstaaten
- Kool, Bram (1937–1990), niederländischer Radrennfahrer
- Kool, Charlotte (* 1999), niederländische Radrennfahrerin
- Kool, Daan (* 2001), niederländischer Radsportler
- Kool, Jaap (1890–1959), niederländischer Komponist, Musikwissenschaftler, Jazz-Saxophonist, Pädagoge und Autor
- Kool, Molly (1916–2009), kanadisch-US-amerikanische Kapitänin
- Kool, Robin (* 1999), estnischer E-Sportler
- Koolen, Nicole (* 1972), niederländische Hockeyspielerin
- Koolen, Sanne (* 1996), niederländische Hockeyspielerin
- Koolhaas, Menno (* 1995), niederländischer Triathlet
- Koolhaas, Rem (* 1944), niederländischer ArchitektRem Koolhaas (* 1944)

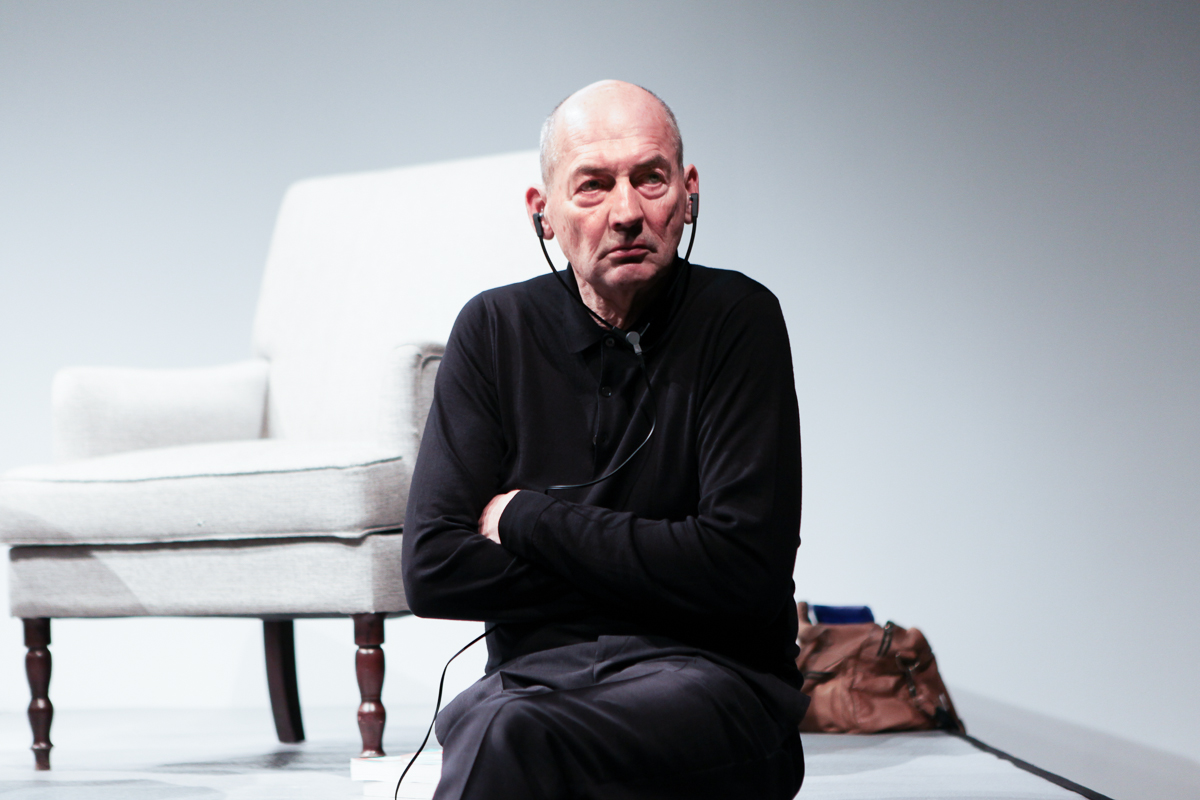
Rem Koolhaas (* 1944)

- Koolhof, Wesley (* 1989), niederländischer Tennisspieler
- Koolhoven, Frederick (1886–1946), niederländischer Flugzeugkonstrukteur und Unternehmer
- Koolhoven, Martin (* 1969), niederländischer Filmregisseur, Drehbuchautor, Schauspieler
- Koolman, Egbert (1938–2015), deutscher Bibliothekar und Historiker
- Koolman, Jan (* 1943), deutscher Biochemiker und emeritierter Hochschullehrer
- Koolman, Rolf (1900–1954), deutscher Silberschmied und Metallgestalter
- Koolmar, Roman (1904–1971), estnisch-US-amerikanischer Architekt
- Koolmees, Hans (* 1959), niederländischer Komponist
- Koolmees, Wouter (* 1977), niederländischer Politiker
- Koolmeister, Jaan (* 1992), estnischer Biathlet
- Kools, Cor (1907–1985), niederländischer Fußballspieler
- Koolwijk, Claudia van (1961–2023), deutsche Künstlerin und Fotografin
- Koolwijk, Ryan (* 1985), surinamisch-niederländischer Fußballspieler

### Koom
- Kõomägi, Armin (* 1969), estnischer Schriftsteller
- Koome, Martha (* 1960), kenianische Juristin
- Koomen, Theo (1929–1984), niederländischer Rundfunkberichterstatter
- Koomphon, Mingkamon (* 1998), thailändische Hammerwerferin
- Koomson, Dorothy (* 1971), britische Autorin
- Koomson, Gilbert (* 1994), ghanaischer Fußballspieler

### Koon
- Koon Wai Chee, Louisa (* 1980), chinesische Badmintonspielerin (Hongkong)
- Koon, Jason (* 1985), US-amerikanischer Pokerspieler
- Koonen, Alissa Georgijewna (1889–1974), russische Tänzerin und Schauspielerin
- Koonin, Eugene (* 1956), russisch-US-amerikanischer Bioinformatiker
- Koonin, Steven (* 1951), US-amerikanischer theoretischer Physiker
- Kooning, Elaine de (1918–1989), US-amerikanische Malerin des Abstrakten Expressionismus
- Kooning, Willem de (1904–1997), US-amerikanischer Maler niederländischer HerkunftWillem de Kooning (1904–1997)

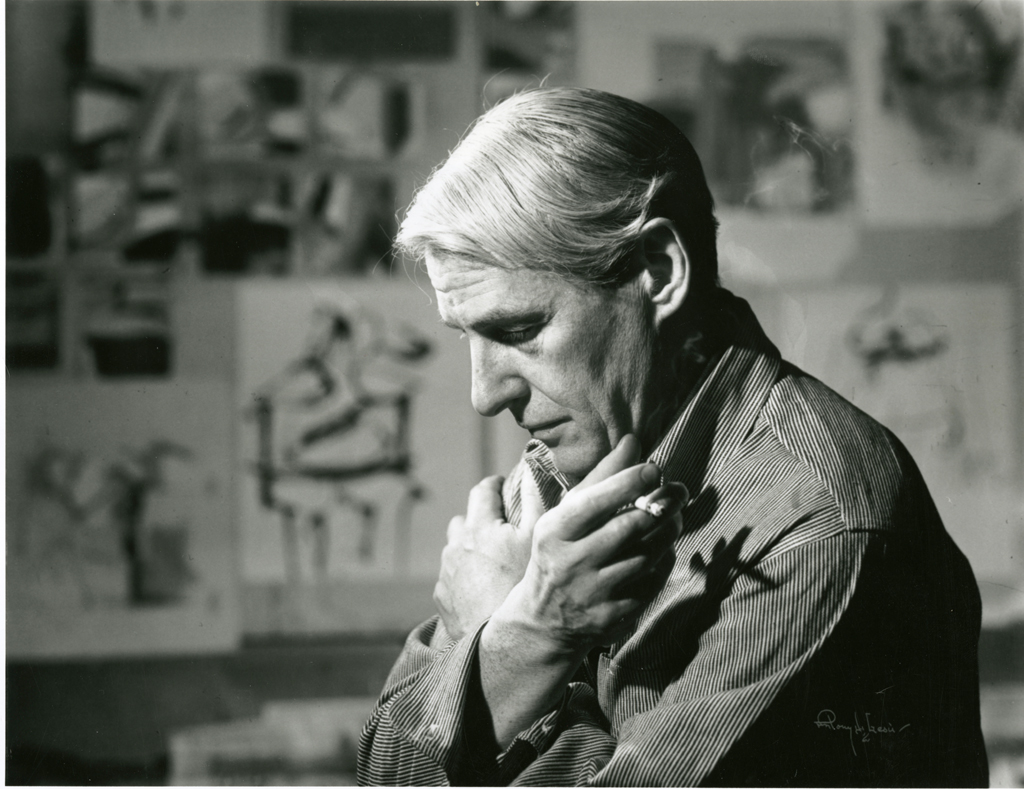
Willem de Kooning (1904–1997)

- Koonings, Adriaan (1895–1963), niederländischer Fußballspieler und Trainer
- Koonjoo-Shah, Kalpana Devi, mauritische Politikerin
- Koonjul, Jagdish, mauritischer Diplomat, Vorsitzender von AOSIS
- Koons, Benjamin (* 1986), neuseeländischer Skilangläufer
- Koons, Jeff (* 1955), US-amerikanischer KünstlerJeff Koons (* 1955)

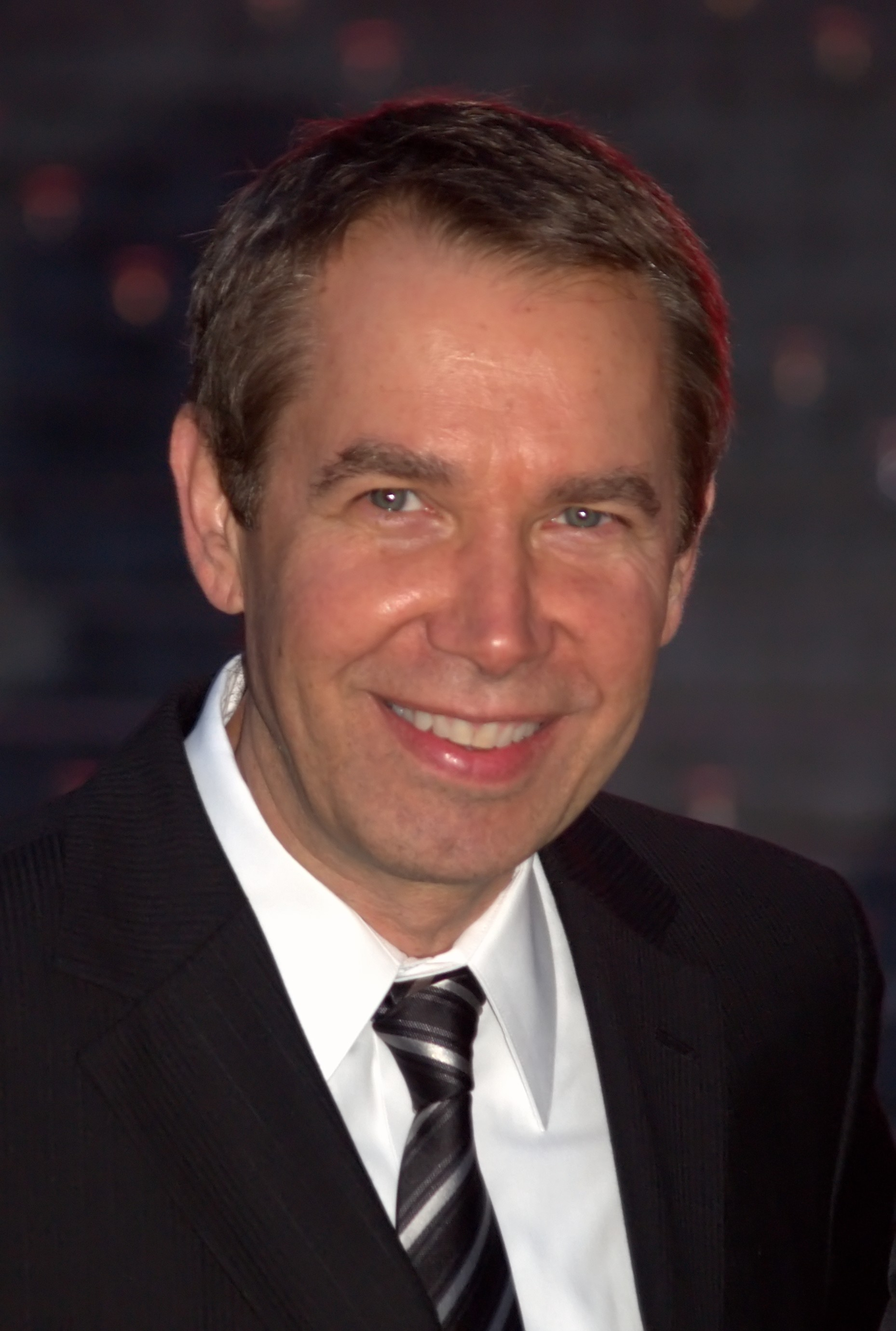
Jeff Koons (* 1955)

- Koonse, Larry (* 1961), US-amerikanischer Gitarrist des Modern Jazz
- Koontz, Charley (* 1987), US-amerikanischer Schauspieler
- Koontz, Dean R. (* 1945), US-amerikanischer Schriftsteller im Bereich der fantastischen Literatur der Gegenwart
- Koontz, Grant (* 1994), US-amerikanischer Radrennfahrer
- Koontz, William Henry (1830–1911), US-amerikanischer Politiker

### Koop
- Koop, Andreas (* 1970), deutscher Grafiker und Autor
- Koop, C. Everett (1916–2013), US-amerikanischer Mediziner
- Koop, Hildegard (1921–2008), deutsche Turnerin
- Koop, Johannes (* 1920), deutscher Politiker (GB/BHE), MdL
- Koop, Karen (* 1944), deutsche Politikerin (CDU), MdHB
- Koop, Lisa (* 1985), deutsche Basketballnationalspielerin
- Koop, Michael J. (* 1962), deutscher Wirtschaftswissenschaftler
- Koop, Pedro Paulo (1905–1988), niederländischer Ordensgeistlicher, Bischof von Lins
- Koop, Thorben (* 1997), deutscher Schachspieler
- Koop, Torsten (* 1965), deutscher Fußballschiedsrichter
- Koop, Volker (1945–2022), deutscher Publizist und Journalist
- Koopal, Coy (1932–2003), niederländischer Fußballspieler und -trainer
- Kooper, Al (* 1944), US-amerikanischer Rockmusiker, Gitarrist, Keyboarder, Sänger, Songschreiber und ProduzentAl Kooper (* 1944)

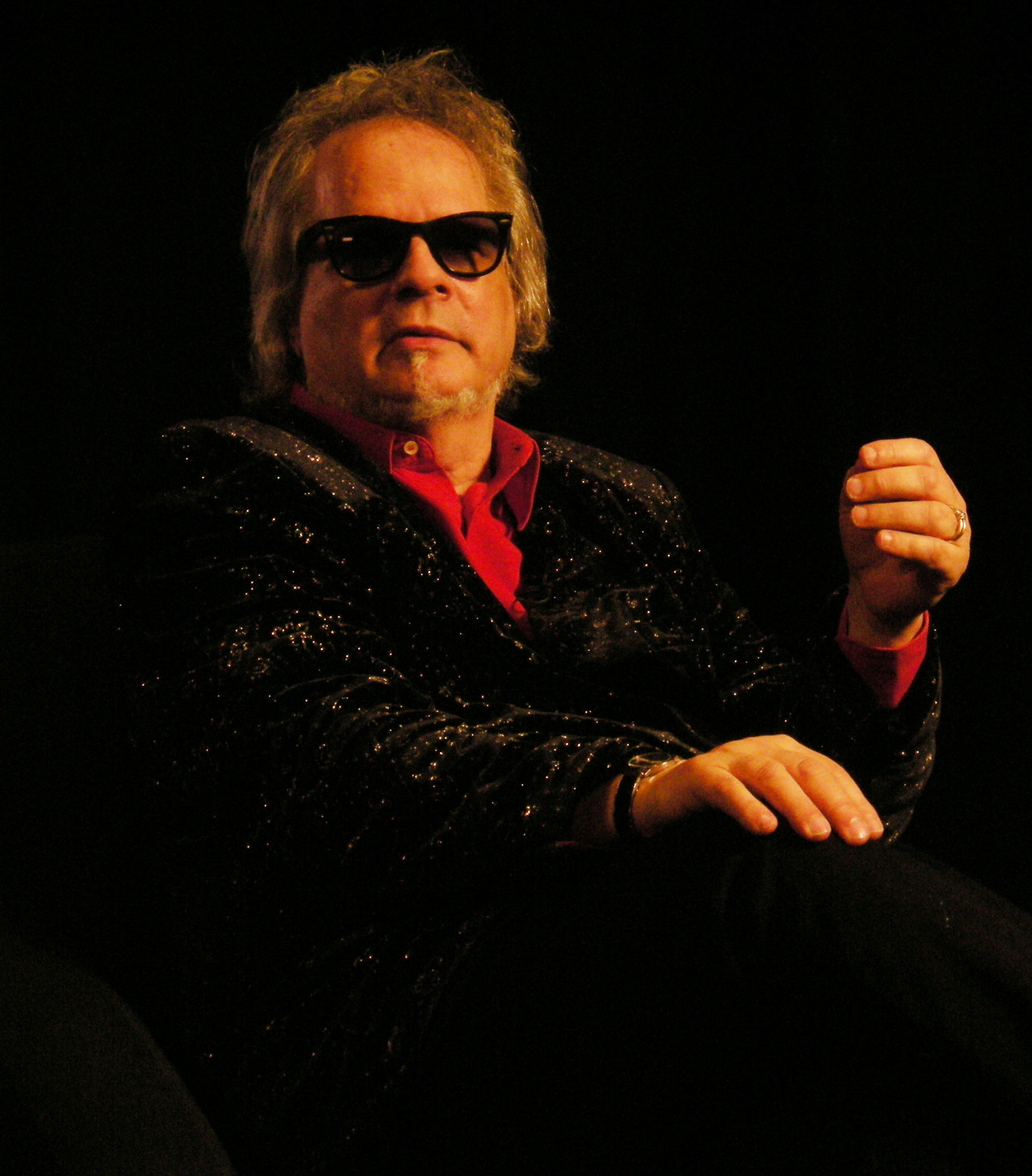
Al Kooper (* 1944)

- Kooper, Simon († 1913), Kaptein der Fransman-Nama
- Kooperen, Vanessa van (* 1972), deutsche Hockeyspielerin
- Koopman, Augustus (1869–1914), US-amerikanischer Maler und Radierer
- Koopman, Bernard (1900–1981), US-amerikanischer Mathematiker
- Koopman, Carel (1889–1952), niederländischer Karambolagespieler und Unternehmer
- Koopman, Dirk (* 1963), US-amerikanischer Basketballspieler
- Koopman, Gert Jan (* 1966), niederländischer EU-Beamter
- Koopman, Jopie (1908–1981), niederländisches Model und erste Miss Holland
- Koopman, Karl F. (1920–1997), US-amerikanischer Mammaloge
- Koopman, Marieke, niederländische Schauspielerin und Sängerin (Jazz, klassische Musik)
- Koopman, Ton (* 1944), niederländischer Dirigent, Organist, Cembalist und Hochschullehrer
- Koopman, Toto (1908–1991), niederländische Resistenzakämpferin, Fotomodel, Galeristin
- Koopman, Wim (* 1947), niederländischer Radrennfahrer
- Koopman-Boyden, Peggy (* 1943), neuseeländische Gerontologin und Hochschullehrerin
- Koopmann, Andreas (* 1951), Schweizer und französischer Manager
- Koopmann, Carl (1797–1894), deutscher Historien- und Porträtmaler
- Koopmann, Eduard (1863–1926), deutscher Kaufmann, Textil- und Seiden-Unternehmer, Handelsgerichtsrat und türkischer Konsul
- Koopmann, Frank (* 1968), deutscher Drehbuchautor für Film und Fernsehen
- Koopmann, Hans (1885–1959), deutscher Mediziner und Hochschullehrer
- Koopmann, Helmut (* 1933), deutscher Literaturwissenschaftler
- Koopmann, Johann (1901–1960), deutscher Politiker (SPD), MdL
- Koopmann, Jörg (* 1968), deutscher Fotograf
- Koopmann, Pascal (* 1990), deutscher Fußballspieler
- Koopmann, Silvan (* 1948), deutscher Posaunist, auch Komponist und Arrangeur
- Koopmann, Victoria (* 1991), deutsche Journalistin
- Koopmann, Wilhelm Heinrich (1814–1871), deutscher Geistlicher, lutherischer Bischof für Holstein
- Koopmans, Ger (* 1962), niederländischer Politiker
- Koopmans, Hyke (1924–2010), niederländische Textilkünstlerin und Galeristin
- Koopmans, Jan (1905–1945), niederländischer reformierter Theologe
- Koopmans, José (1939–2011), niederländischer Priester und Sozialreformer
- Koopmans, Marion (* 1956), niederländische Virologin
- Koopmans, Rudy (* 1948), niederländischer Boxer
- Koopmans, Ruud (* 1961), niederländischer SozialwissenschaftlerRuud Koopmans (* 1961)

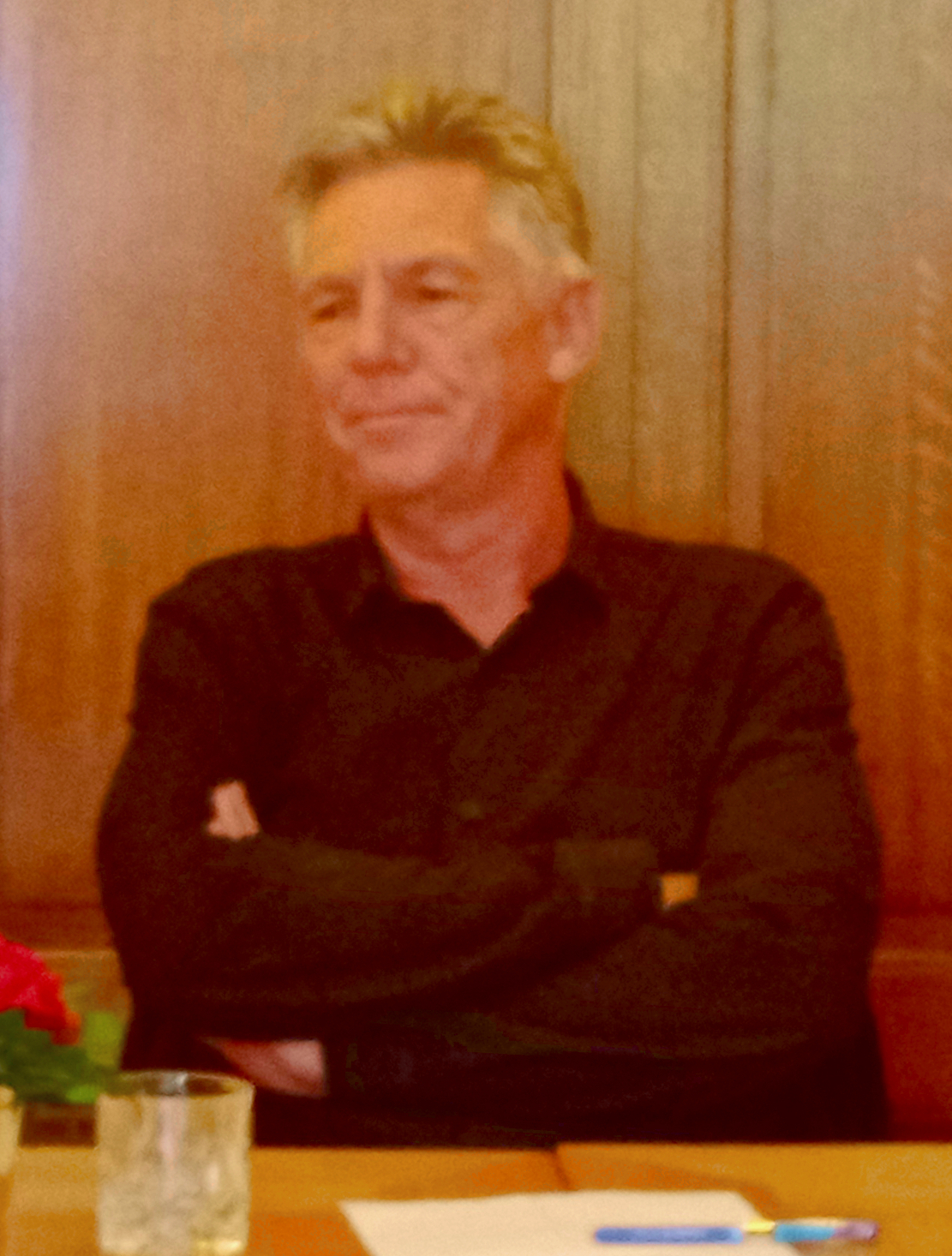
Ruud Koopmans (* 1961)

- Koopmans, Tjalling C. (1910–1985), amerikanischer Ökonom und Physiker niederländischer Abstammung
- Koopmeiners, Peer (* 2000), niederländischer Fußballspieler
- Koopmeiners, Teun (* 1998), niederländischer Fußballspieler
- Koopowitz, Lauren, australische Schauspielerin
- Koops, Joachim Alexander (* 1981), deutscher Politikwissenschaftler
- Koops, Roelof (1909–2008), niederländischer Eisschnellläufer
- Koops, Tilman (* 1943), deutscher Archivar und Historiker
- Koops, Willi (1896–1972), deutscher Politiker (CDU), MdB

### Koor
- Koorevaar, Hendrik (* 1946), niederländischer Theologe
- Koorman, Jarni (* 1999), niederländischer Fußballspieler
- Köörna, Arno (1926–2017), estnisch-sowjetischer Ökonom und Hochschullehrer
- Koornhof, Piet (1925–2007), südafrikanischer Politiker
- Koornwinder, Tom (* 1943), niederländischer Mathematiker
- Koort, Heinrich, estnischer Fußballspieler

### Koos
- Koos, Janette, deutsche Kinderdarstellerin
- Koos, Stefan (* 1966), deutscher Rechtswissenschaftler
- Koos, Torin (* 1980), US-amerikanischer Skilangläufer
- Kooser, Ted (* 1939), US-amerikanischer Dichter
- Koósz, Henriett (* 1980), österreichische ParabadmintonspielerinHenriett Koósz (* 1980)

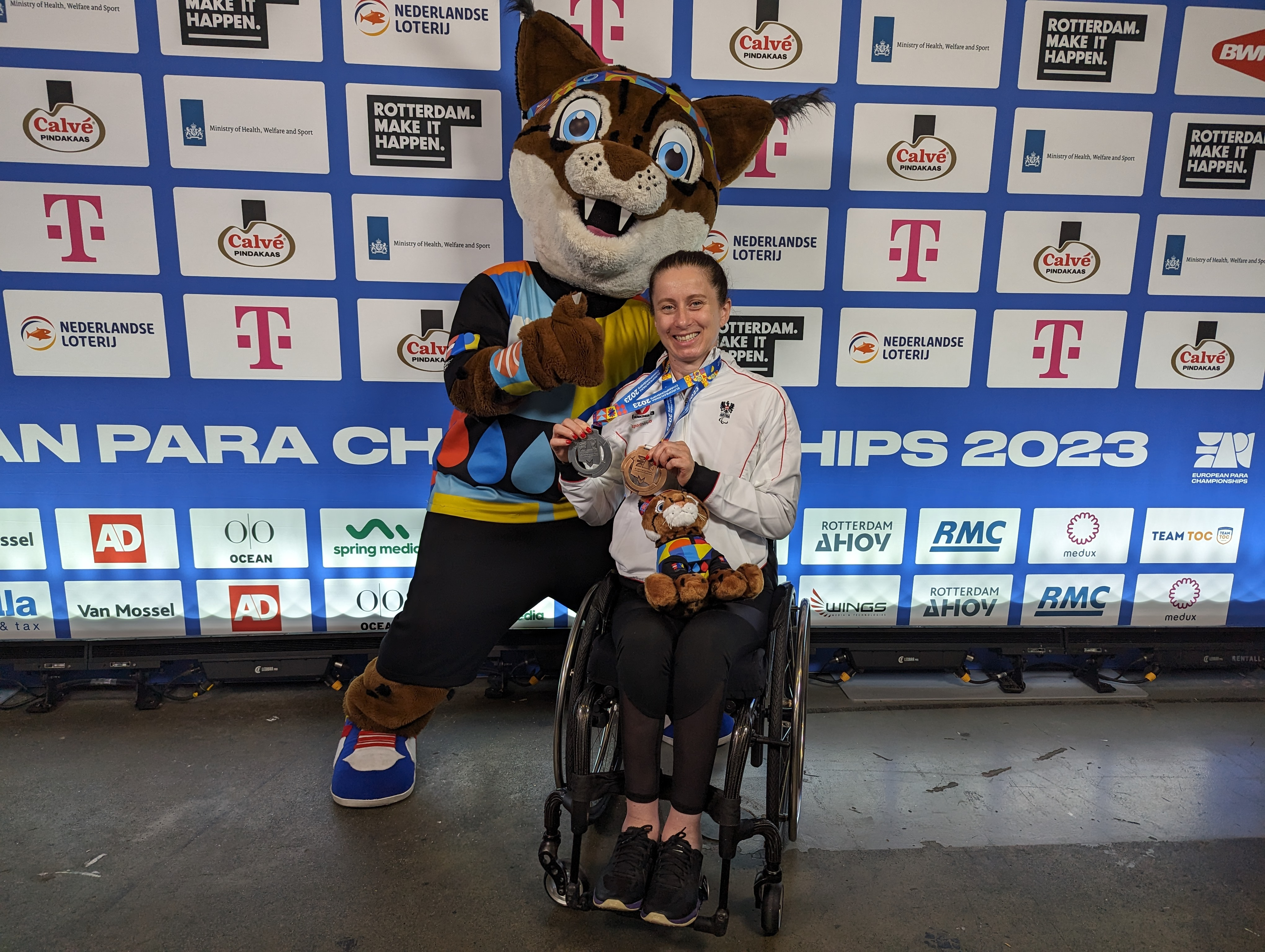
Henriett Koósz (* 1980)

### Koot
- Koot, Aniek van (* 1990), niederländische Rollstuhltennisspielerin
- Koot, Hans (1951–2024), niederländischer Radrennfahrer
- Koot, Hendrik (1898–1941), niederländischer Kollaborateur im Zweiten Weltkrieg
- Koot, Henri (1883–1959), niederländischer General und Kryptologe
- Koot, Simone (* 1980), niederländische Wasserballspielerin
- Kooten, Cees van (1948–2015), niederländischer Fußballspieler und -trainer
- Kooten, Janna van (* 2004), niederländische Schwimmerin
- Kooten, Kees van (* 1941), niederländischer Kabarettist und Schriftsteller
- Kootes, Irmgard (* 1943), deutsche Schauspielerin bei Bühne und Fernsehen
- Kooths, Stefan (* 1969), deutscher Ökonom
- Koottaplakil, Isaac Youhanon (1930–1987), indischer Geistlicher, syro-malankarischer Bischof von Tiruvalla
- Kootz, Günter (* 1929), deutscher Pianist und Hochschullehrer
- Kootz, Johanna (* 1942), deutsche Soziologin und Feministin
- Kootz, Sam (1898–1982), US-amerikanischer Galerist

### Koov
- Koovakad, George Jacob (* 1973), indischer syro-malabarischer Geistlicher, KurienkardinalGeorge Jacob Koovakad (* 1973)

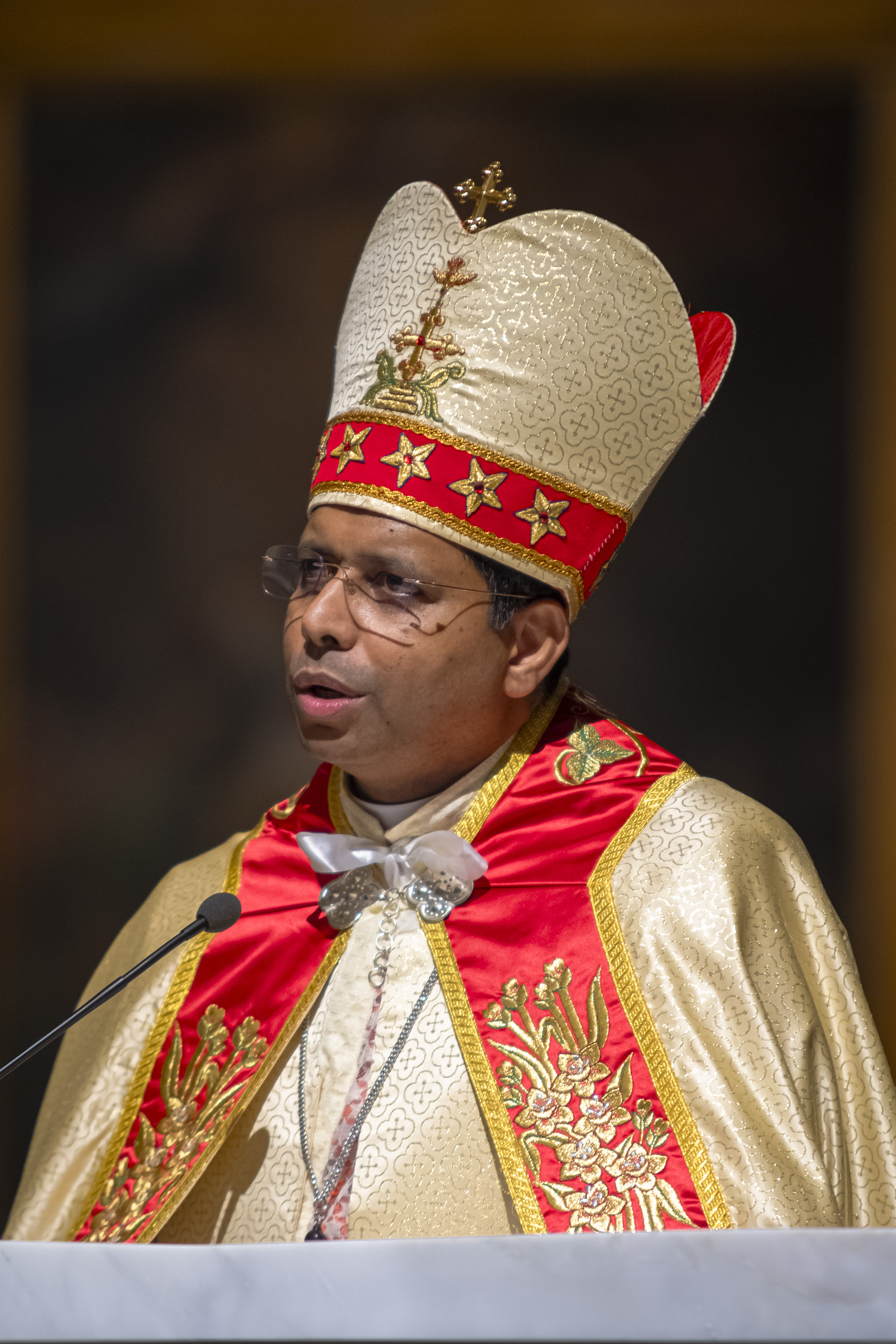
George Jacob Koovakad (* 1973)

### Kooy
- Kooy, Bobby (* 1991), niederländischer Volleyballspieler
- Kooy, Jos van der (* 1951), niederländischer Organist und Hochschullehrer
- Kooy, Mike van der (* 1989), niederländischer Fußballspieler
- Kooy, Wessel (* 2005), niederländischer Fußballspieler
- Kooyk, Yvette van (* 1961), niederländische Zellbiologin und Immunologin
- Kooyman, Piet (1929–1988), niederländischer Radrennfahrer